# れい
れい（大石麗子、おおいしれいこ）は、ウクレレ弾き語りの女性シンガーソングライターである。
東京都港区出身、血液型O型。東京都立小石川高等学校、フェリス女学院大学国際交流学部卒業。2006年にインディーズデビューし、都内のライブハウスを中心に音楽活動を行う。難病（膠原病）を抱え、左膝は人工関節に。関節破壊の進行は、週一回の自己注射により寛解状態。音楽への可能性を信じ、難局と闘う全ての人たちへの応援歌を歌う。

## 来歴
3・4歳の頃にクラシックバレエを習い、数回の発表会の場を踏む。発表会の入場曲は、毎回必ずチャイコフスキーの『くるみ割り人形』を使用し、後の音楽にも影響を与える思い入れの深い曲となる。小学校低学年時代に周囲の友達の影響により、「自分もピアノを習いたい」と強く願うが直ぐには叶わず、小学校5年の時にピアノを与えられ練習に没頭する。練習を重ね、初めての発表会ではメンデルスゾーンの『春の歌』を演奏する。その後、リチャード・クレイダーマンのピアノ曲に魅せられ、クラシック音楽から離れポピュラー音楽の路線に走るが、中学時代にピアノ教室を止めたことにより、しばらく音楽から遠ざかる。高校時代の選択科目で音楽を選び、合唱を経験したことにより再び音楽への情熱が呼び覚まされる。アルトを担当したこの時代に、ハーモニーの歌唱法を会得する。
- 2003年：大学編入時代、ハワイ出身の英語講師からウクレレの基本コードを習う。
- 2004年：音楽プロダクションユニゾンのオーディションで、『地上の星』を歌い合格となる。
- 2005年：レーベル主催ライブ「音答無用」にてライブ初出演。ウクレレのアルペジオ弾きを編み出し、ユニゾン内のピックアップアーティストに選抜される。
- 2006年：コリオリレーベル新人発掘オムニバスCD第16弾『Stand.↑』に『君にファイト』が収録されインディーズデビュー。
- 2007年：七沢更生ホーム(重度障害者が社会復帰を目指して生活するリハビリ施設)で、ワンマンクリスマスコンサートを行う。同年、コロムビアのweb人気投票オーディション音レボリューションにおいてTop10アーティストに選ばれ[4]、『君にファイト』が、モバイルコロムビアから着うたフル配信開始。
- 2008年：第25回全国緑化ぐんまフェアのステージに5回立ち、その直後から、7週間の入院で大阪遠征を一度は見送るが、秋に大阪ライブを行う[5]。同年9月、過去にリリースされたシングルをすべて収めたベスト・アルバム的アルバム『KISEKI〜輝石・軌跡・奇跡〜』を発売。
- 2009年：音楽の更なる向上心から打ち込みを独学でマスターし、自ら編曲を手掛ける。
- 2010年：前半は、CD『虹を織る』をセルフプロデュースで制作。同アルバムが、ダイキサウンドより全国流通（HMV・Amazon・タワーレコード他）。また、BounDEEからはレコチョク・LISMO・iTunes Store・mora win・mora・オリコン・onkyo music store・MySound・リッスンジャパン・OnGen・millmo・Musico・mero.jp他、大手配信会社にてネット配信。後半は、チャリティーイベントや病院や施設への慰問や、ボランティア・コンサートなどへの積極的に出演。8月19日、順天堂東京江東高齢者医療センターにてボランティアコンサート出演。11月26日、盛岡・マニラ育英会主催チャリティーライブVol.13に出演。
- 2011年：7月9日、順天堂大学医学部附属順天堂医院癒しのコンサート出演。7月17日＆12月16日、盛岡（銭湯）梅の湯にて、「東日本大地震緊急支援！チャリティー銭湯ライブ」に出演。9月23日、盛岡・マニラ育英会主催チャリティーライブVol.14に出演。
- 2012年：8月10日＆11日、東京＆川崎にて、盛岡の仲間達と共に「2daysの震災復興支援チャリティーライブ」を開催。両日出演・司会・仕切りをこなし、大成功を収めた。8月24日と12月14日は「震災復興支援チャリティーライブin盛岡」、9月23日は盛岡市内11箇所で行われる市内最大の音楽イベント「いしがきミュージックフェスティバル」、12月1日は「第20回岩手県障がい者文化芸術祭記念式典」に出演。
- 2017年：2枚目のCD全国流通開始。（CD-Rミニアルバム『KISEKI 〜輝石・軌跡・奇跡〜』がプレスCD『七色のKISEKI』としてリニューアル）

## 音楽性
- 影響を受けたアーティストは、岡村孝子、小田和正、Taimane Gardner。
- 3オクターブ4音の声域を持つ。
- 楽曲は、ウクレレ弾き語り、もしくは、本人作成の打ち込み音源＋ウクレレによって演奏される。

### ウクレレ
所持しているウクレレは4本である。
Fluke（フルーク）
Fluke＝クジラの尾ヒレの意。形状がそれに似ているため、ホルダーなしで床に立つことが特徴。背面は樹脂製で、案外と音が良い。米国コネチカット州（Flea Market）製。
生まれて初めての「海外通販」で買った品。最も使用頻度が高く、ボディーに紫の花（デンファレ＝デンドロビウム）のペイントがされているこのウクレレは、れいのトレードマークにもなっている。
Sweet Heart（スイートハート）
ネック＆ボディー一体型（一本の木から、中をくり抜いて作られている）のため、非常に音が良い。ホール（穴）の形状にも特徴があり、2つのハートが重なり合った形となっている。ボリビア（Fedaro）製。
インターネット上の外国のサイトで見つけ、一目ぼれした品。しかし購入方法も値段も分からず、入手は困難と考えられた。ある日通院時の待ち時間、ふらっと入ったお茶の水の楽器店で1品限りの品に遭遇し、迷うことなく即購入。その時の感激は、本人がブログやライヴ後の打ち上げ会でしばしば口にする。
Rock Uke（ロック ウケ）
エレキギター（フェンダー・テレキャスター）の形状を真似て作られている。白×黒のボディー。シールドでアンプにつなげば、音をライン出力することが可能。中国製。（廃盤）
C 本人は、この音質が気に入っていないため、めったに使用されることがない。
VOX（Hello Kitty）
ホール（穴）がハローキティ型になっている。2016年3月に行われたボランティアコンサートで一度だけ披露された。

## 人物
ビジネス専門学校に通い、秘書・ペン字・英検・パソコン・簿記など計11種…各2級を取得し資格マニアと称される。他にスキューバダイビング・温泉ソムリエの資格も保有している。
自動車メーカー人事、空港アクセス特急（成田エクスプレス）アテンダント、JR成田空港駅インフォメーション、新幹線アテンダント教育、新幹線内カタログショップ『Train Shop』の編集に携わる。その頃、難病（膠原病）にかかり、以後、骨の破壊と痛みと闘うこととなる。病気が肩を押し、困難に真正面から挑むようになる。2002年にフェリス女学院大学へ三年次編入学し、教員免許3種類（中学校「社会科」・高等学校「地理歴史」・高等学校「公民」）を取得。その後、新電電営業事務、家庭教師センター事務を経て現在、映画会社で総合職として働く。。
コレクションは、ハローキティご当地根付け。ファンや友人からのプレゼント、また本人や両親の収集により、その数は500個を超える。その他所持しているキティグッズは数知れず、ステージにおいてもハローキティの「チューニング・メーター」を愛用している。このことが大きなきっかけとなり、BS－TBSの番組『未来へのおくりもの』から取材を受け、ハローキティ好きのシンガーソングライターとして、世に名を広めた。
ステージでは笑顔を絶やさず、観客に、笑顔で過ごせる時間を届けることを常としている。ステージにおけるMCも魅力のひとつで、話し出したら止まらない「マシンガントーク」とも呼ばれている。そのため、しばしばライブの終了予定時刻をオーバーすることがある。
SONY系のSNSのPLAYLOGで2006年10月からブログを書いていたが2010年5月に閉鎖。現在はアメーバブログ、Facebookでブログを書いている。

## ディスコグラフィー

### シングル
|     | リリース日    | タイトル                     | 発売元    |
| --- | ------------- | ---------------------------- | --------- |
| 1st | 2007年5月15日 | エンジェルがくれた贈り物     | UNI-SON   |
| 2nd | 2008年3月20日 | 故郷（ふるさと）             | rei-music |
| 3rd | 2008年3月20日 | 光れ！はばたけ               | rei-music |
| 4th | 2008年4月5日  | 生きてるってすばらしい       | rei-music |
| 5th | 2010年2月19日 | おはよう。おやすみ。／夏祭り | rei-music |

### アルバム
|               | リリース日     | タイトル                    | 発売元                    | 販売元                    | JANコード                   |  |
| ------------- | -------------- | --------------------------- | ------------------------- | ------------------------- | --------------------------- |  |
| オムニバス    | 2006年12月15日 | Stand.↑                     | UNI-SON(Coriolis Records) | UNI-SON(Coriolis Records) |                             |  |
| 1st           | 2008年9月15日  | KISEKI 〜輝石・軌跡・奇跡〜 | viBirth                   | iTunes JP                 | 4571213741227               |  |
| 2nd           | 2010年8月12日  | 虹を織る                    | Go! Go! Records Xmusic    | Go! Go! Records BounDEE   | 4948722411512 4538182070437 |  |
| 1st（ﾘﾆｭｰｱﾙ） | 2017年7月12日  | 七色のKISEKI                | ラッツパックレコード      | ラッツパックレコード      | 4589424790002               |  |

### DVD
|     | リリース日    | タイトル               | 発売元    |
| --- | ------------- | ---------------------- | --------- |
| 1st | 2007年9月17日 | 光れ！はばたけ         | rei-music |
| 2nd | 2008年1月14日 | 光れ！はばたけ2        | rei-music |
| 3rd | 2009年2月3日  | 六本木＆銀座2days Live | rei-music |

## メディア
| 露出日         | 媒体           | 新聞名・番組名         |
| -------------- | -------------- | ---------------------- |
| 2010年11月29日 | 盛岡タイムス社 | 『盛岡タイムス』       |
| 2012年9月8日   | BS-TBS         | 『未来へのおくりもの』 |

## ライブヒストリー
| 開催日         | タイトル | 会場                                                       |
| -------------- | --- | ---------------------------------------------------------- |
| 2005年5月15日  | ユニゾン主催ライブ「音答無用」                                                                                 | 下北沢MOSAiC                                               |
| 2005年11月16日 | ユニゾン主催ライブ「音答無用」                                                                                 | 下北沢MOSAiC                                               |
| 2006年5月1日   | リソー教育グループ創立20周年記念大演芸ステージ（MVP賞受賞）                                                    | 軽井沢リソーの森                                           |
| 2007年1月14日  | WeekENDER! | 横浜BAYSIS                                                 |
| 2007年4月1日   | WeekENDER! | 横浜BAYSIS                                                 |
| 2007年5月15日  | Corioli's Records新人発掘第17弾オムニバスCD発売記念ライブ                                                      | 渋谷KABUTO                                                 |
| 2007年9月17日  | ACO CAFE 〜India〜                                                                                             | 六本木morph-tokyo                                          |
| 2007年11月17日 | コロムビアミュージックエンタテインメント主催「音レボリューション」TOP10ライブ                                  | shibuya eggman                                             |
| 2007年12月23日 | ボランティアクリスマスコンサート(ワンマン)                                                                     | 神奈川県総合リハビリテーションセンター七沢更生ホーム       |
| 2008年1月14日  | ACO CAFE 〜oden〜                                                                                              | 六本木morph-tokyo                                          |
| 2008年2月10日  | BAYSIS ROCK-YARD YOKOHAMA STREET LIVE                                                                          | 横浜ランドマークタワー・ドックヤード円形広場               |
| 2008年3月20日  | ACO CAFE 〜yakisoba〜                                                                                          | 六本木morph-tokyo                                          |
| 2008年4月6日   | WeekENDER! | 横浜BAYSIS                                                 |
| 2008年4月12日  | 全国緑化ぐんまフェア                                                                                           | 前橋町中もてなし会場特設ステージ                           |
| 2008年4月13日  | 全国緑化ぐんまフェア                                                                                           | 大田会場特設ステージ                                       |
| 2008年5月1日   | 全国緑化ぐんまフェア                                                                                           | 高崎メイン会場特設ステージ                                 |
| 2008年5月10日  | 全国緑化ぐんまフェア                                                                                           | 大田会場特設ステージ                                       |
| 2008年6月7日   | 全国緑化ぐんまフェア                                                                                           | 前橋町中もてなし会場特設ステージ                           |
| 2008年9月15日  | ACO CAFE 〜konamon〜                                                                                           | 六本木morph-tokyo                                          |
| 2008年10月12日 | | 大阪FANJ twice                                             |
| 2008年11月29日 | | Miiya Cafe銀座                                             |
| 2009年2月1日   | | 恵比寿天窓.switch                                          |
| 2009年2月15日  | | Miiya Cafe銀座                                             |
| 2009年3月8日   | ACO CAFE 〜oden〜                                                                                              | 六本木morph-tokyo                                          |
| 2009年5月2日   | WeekENDER! ~アコースティックの夕べ~                                                                            | 横浜BAYSIS                                                 |
| 2009年5月9日   | | Miiya Cafe銀座                                             |
| 2009年7月19日  | きらきら星きらり                                                                                               | LIVE!六本木STROBE CAFE                                     |
| 2009年8月2日   | ACO CAFE 〜china〜                                                                                             | 六本木morph-tokyo                                          |
| 2009年8月15日  | | Miiya Cafe銀座                                             |
| 2009年8月16日  | 秋葉語録隊イベント第六章第二部                                                                                 | 秋葉原DRESS AKIBA HALL                                     |
| 2009年10月12日 | ACO CAFE 〜mexico〜                                                                                            | 六本木morph-tokyo                                          |
| 2009年11月15日 | | Miiya Cafe 銀座                                            |
| 2010年1月9日   | ACO CAFE 〜oden〜                                                                                              | 六本木morph-tokyo                                          |
| 2010年2月19日  | | Miiya Cafe 銀座                                            |
| 2010年4月25日  | Rainbow Circle Vol.7(チャリティーライブ)                                                                       | Miiya Cafe 銀座                                            |
| 2010年5月5日   | ACO CAFE 〜yakisoba〜                                                                                          | 六本木morph-tokyo                                          |
| 2010年5月21日  | | Miiya Cafe 銀座                                            |
| 2010年8月12日  | ACO CAFE 〜Curry〜                                                                                             | 六本木morph-tokyo                                          |
| 2010年8月19日  | ボランティアコンサート(ワンマン)                                                                               | 順天堂東京江東高齢者医療センター                           |
| 2010年8月21日  | | Miiya Cafe 銀座                                            |
| 2010年11月6日  | | Miiya Cafe 銀座                                            |
| 2010年11月26日 | 盛岡マニラ育英会主催チャリティーライブVol.13                                                                   | 岩手県盛岡市おでってホール                                 |
| 2011年2月25日  | 冬には 歌のシチューでポカポカあったかくな～れ♪                                                                 | Miiya Cafe 銀座                                            |
| 2011年5月20日  | | Miiya Cafe 銀座                                            |
| 2011年7月9日   | 癒しのコンサート(ワンマン)                                                                                     | 順天堂大学医学部附属順天堂医院                             |
| 2011年7月17日  | 東日本大震災緊急支援！チャリティー銭湯ライブ(Vol.1)                                                            | 岩手県盛岡市（銭湯）梅の湯                                 |
| 2011年8月6日   | Ete Acoustic issue ＃3                                                                                         | Egg-man tokyo east                                         |
| 2011年8月21日  | | Miiya Cafe 銀座                                            |
| 2011年9月23日  | 盛岡マニラ育英会主催チャリティーライブVol.14                                                                   | 岩手県盛岡市おでってホール                                 |
| 2011年11月23日 | 風に揺れる 白菊と蜜柑の花                                                                                      | Miiya Cafe 銀座                                            |
| 2011年12月17日 | ボランティアコンサート(ワンマン)                                                                               | 岩手県盛岡市老人ホームケアハウス麗沢                       |
| 2011年12月18日 | 東日本大震災緊急支援！チャリティー銭湯ライブ(Vol.2)                                                            | 岩手県盛岡市（銭湯）梅の湯                                 |
| 2011年12月29日 | ACO CAFE 〜さよなら2011！歳末大感謝祭〜                                                                        | 六本木morph-tokyo                                          |
| 2012年2月25日  | | Miiya Cafe 銀座                                            |
| 2012年4月15日  | ACO CAFE | 六本木morph-tokyo                                          |
| 2012年8月10日  | 震災復興支援2daysチャリティーライブ～被災地へ贈る愛の調べ～(Vol.3)                                             | 新宿ミノトール2.                                           |
| 2012年8月11日  | 震災復興支援2daysチャリティーライブ被災地へ贈る愛の調べ～(Vol.4)                                               | 神奈川県川崎市国際交流センター                             |
| 2012年8月24日  | 震災復興支援チャリティーライブ(Vol.5) ～三浦明利さんをお招きして～                                             | 岩手県盛岡市おでってホール                                 |
| 2012年9月9日   | 野外ライブ 一隅万照【照！】                                                                                    | 神奈川県海老名市ビナウォーク円形ステージ                   |
| 2012年9月23日  | いしがきミュージックフェスティバル                                                                             | 岩手県盛岡市カワトク会場                                   |
| 2012年11月4日  | ★ユネスコ憲章記念日★戦争は人の心の中で生まれるものであるから、人の心の中に平和の砦を築かなければならない       | Miiya Cafe 銀座                                            |
| 2012年12月1日  | 第20回岩手県障がい者文化芸術祭記念式典                                                                         | 岩手県盛岡市ふれあいランド                                 |
| 2012年12月14日 | 震災復興支援チャリティーライブ(Vol.6) ～西島三重子さんをお招きして～                                           | 岩手県盛岡市おでってホール                                 |
| 2013年2月22日  | 世界に結ぶ 友情の輪                                                                                            | Miiya Cafe 銀座                                            |
| 2013年4月28日  | | 下北沢Blue Moon                                            |
| 2013年5月19日  | 野外ライブ 一隅万照【照！】                                                                                    | 神奈川県海老名市ビナウォーク円形ステージ                   |
| 2013年5月30日  | お掃除したら ライラックの花を飾ろう…                                                                           | Miiya Cafe 銀座                                            |
| 2013年6月15日  | やまと駅前ライブKOTTO                                                                                          | 神奈川県大和市 相鉄線・小田急線 大和駅前                   |
| 2013年7月27日  | 大和天満宮願懸けまつり                                                                                         | 神奈川県大和市 相鉄線・小田急線 大和駅 大和天満宮 神楽舞台 |
| 2013年8月24日  | 『目指せ武道館！どり～夢☆プロジェクトSeason2』祭りだﾜｯｼｮｲ!真夏のｻﾏｰ☆ﾌｪｽﾃｨﾊﾞﾙ                                   | 東京都北区滝野川会館 大ホール                              |
| 2013年11月16日 | やまと駅前ライブKOTTO                                                                                          | 神奈川県大和市 相鉄線・小田急線 大和駅前                   |
| 2013年11月19日 | NPO法人車椅子の会サイレントフット2周年祝賀イベント                                                             | 新宿住友ビル                                               |
| 2013年12月18日 | | 銀座TACT                                                   |
| 2015年1月17日  | 震災復興支援チャリティーライブ(Vol.12) ～露の団姫さんをお招きして～                                            | 岩手県盛岡市おでってホール                                 |
| 2015年1月23日  | 特別支援学校高等科 音楽鑑賞会(ワンマン)                                                                        | 岩手県盛岡市みたけ支援学校                                 |
| 2015年3月14日  | 福祉祭り【NPO法人車椅子の会サイレントフット参加イベント】(ワンマン)                                            | 神奈川県相模原市 南区地域福祉交流ラウンジ                  |
| 2015年4月29日  | やまと駅前フリマフェスタ                                                                                       | 神奈川県大和市 相鉄線・小田急線 大和駅前                   |
| 2015年5月3日   | 花と緑のぐんまづくり～ふるさとキラキラフェスティバルin 中之条～                                                | 群馬県中之条町つむじ                                       |
| 2016年3月26日  | 福祉祭り【NPO法人車椅子の会サイレントフット参加イベント】                                                      | 神奈川県相模原市 南区地域福祉交流ラウンジ                  |
| 2016年5月4日   | 花と緑のぐんまづくり～ふるさとキラキラフェスティバルin みどり～                                                | 群馬県みどり市岩宿遺跡 原人広場                            |
| 2016年10月26日 | ボランティアコンサート(ワンマン)                                                                               | 神奈川県川崎市老人ホーム 千の風                            |
| 2016年11月30日 | ボランティアコンサート(ワンマン)                                                                               | 神奈川県川崎市老人ホーム 千の風                            |
| 2017年4月1日   | 光が丘チェリーブロッサムフェスティバル つながりフェス                                                          | 東京都練馬区光が丘公園                                     |
| 2017年4月16日  | 第３回スマイルチェアフェスティバル                                                                             | 千葉市 若葉泉の里                                          |
| 2017年5月13日  | 花と緑のぐんまづくり～ふるさとキラキラフェスティバルin 安中・富岡～                                            | 上州富岡駅前広場                                           |
| 2017年6月18日  | | 大宮ヒソミネ                                               |
| 2017年8月5日   | comfort presents『ＨＡＰＰＹ ＨＯＵＲ』                                                                        | 四谷天窓.comfort                                           |
| 2017年8月19日  | やまと駅前ライブKOTTO                                                                                          | 神奈川県大和市 相鉄線・小田急線 大和駅前                   |
| 2017年9月16日  | ＮＰＯ（特定非営利活動法人）日本バリアフリー協会主催『第１４回ゴールドコンサート本戦』～審査委員長湯川れい子氏 | 東京国際フォーラム ホールＣ                                |
| 2017年10月21日 | やまと駅前ライブKOTTO                                                                                          | 神奈川県大和市 相鉄線・小田急線 大和駅前                   |